# 79-та реактивна артилерійська бригада (РФ)
79-та гвардійська реактивна артилерійська Новозибківська Червонопрапорна, орденів Суворова і Олександра Невського бригада (79 РеАБр, в/ч 53956) — з'єднання артилерійських військ Сухопутних військ Збройних сил Російської Федерації. Пункт постійної дислокації — місто Твер. З'єднання входить до складу Західного військового округу, і прямо підпорядковане командуванню округу.

## Історія
Під час розпаду СРСР 181-ша гвардійська ракетна бригада була виведена зі Східної Німеччини. Після передислокації до Росії переформована на 3-тю гвардійську реактивну бригаду й розформована.
Відновлена бригада у 1992 році з повним найменуванням — 79-та гвардійська реактивна артилерійська Новозибківська Червонопрапорна, орденів Суворова і Олександра Невського бригада.

### Російсько-українська війна
Розслідування журналістів телеканалу CNN встановило, що військовослужбовці 79-ї бригади під командуванням генерал-полковника Олександра Журавльова можуть бути причетними до обстрілу Харкова касетними снарядами від установки БМ-30 «Смерч» 27 та 28 лютого 2022 року.

## Побут
Навчання бригади проходять на полігонах Лузький й Капустин Яр.

## Склад
Управління, три дивізіони РСЗВ 9К58, кожен дивізіон складається з двох батарей, батарея РСЗО включає дві пускові машини 9А54 і одну транспортно-зарядну машину 9Т255. Крім того батарея регламенту і ремонту, батарея управління, рота матеріального забезпечення, рота технічного забезпечення, інженерно-саперний взвод.
Всього в бригаді:
- 12 од. БМ 9А54
- 6 од. ТЗМ 9Т255
- 1 од. ПРП-4
- 6 од. МТ-ЛБТ
- автомобіль для топографічної зйомки 1Т12-2М
- радіопеленгаціонний метеорологічний комплекс РПМК-1 «Усмішка»
- КСАУ (комплексна система автоматизованого управління вогнем) 9С729М1 «Зліпок-1»